# Bythiospeum bormanni
Bythiospeum bormanni е вид коремоного от семейство Hydrobiidae. Видът е застрашен от изчезване.

## Разпространение и местообитание
Разпространен е в Австрия.
Обитава сладководни басейни и скалисти дъна.

## Описание
Популацията на вида е намаляваща.